# Invorio
Invorio (en piamontés Invò) es un municipio de 3.761 habitantes en la provincia de Novara.
En esta localidad nació Mateo I Visconti, señor de Milán

## Evolución demográfica
| Gráfica de evolución demográfica de Invorio entre 1861 y 2001 |
|                                                               |
| Fuente ISTAT - elaboración gráfica de Wikipedia               |

- Datos: Q22472
- Multimedia: Invorio / Q22472

1. ↑  Worldpostalcodes.org, código postal n.º 28045.
2. ↑  «Codici Catastali». Comuni-italiani.it (en italiano). Consultado el 29 de abril de 2017.